# Сабирова, Нурджаган Меджид кызы
Нурджаган Меджид кызы Сабирова (азерб. Nurcahan Məcid qızı Sabirova; 1 июля 1913, Сарыбулак, Закатальский округ — ?) — советский азербайджанский табаковод, Герой Социалистического Труда (1949).

## Биография
Родилась 1 июля 1913 года в селе Сарыбулак Закатальского округа (ныне село в Балакенском районе Азербайджана).
В 1935—1970 годах — колхозница, звеньевая колхоза имени Нариманова Белоканского района. В 1948 году получила урожай табака сорта «Трапезонд» 30,5 центнеров с гектара на площади 3 гектара.
Указом Президиума Верховного Совета СССР от 1 июля 1949 года за получение в 1948 году высоких урожаев табака Сабировой Нурджаган Меджид кызы присвоено звание Героя Социалистического Труда с вручением ордена Ленина и золотой медали «Серп и Молот».
С 1970 года — пенсионер союзного значения.